# Королевская вилла Хамхын

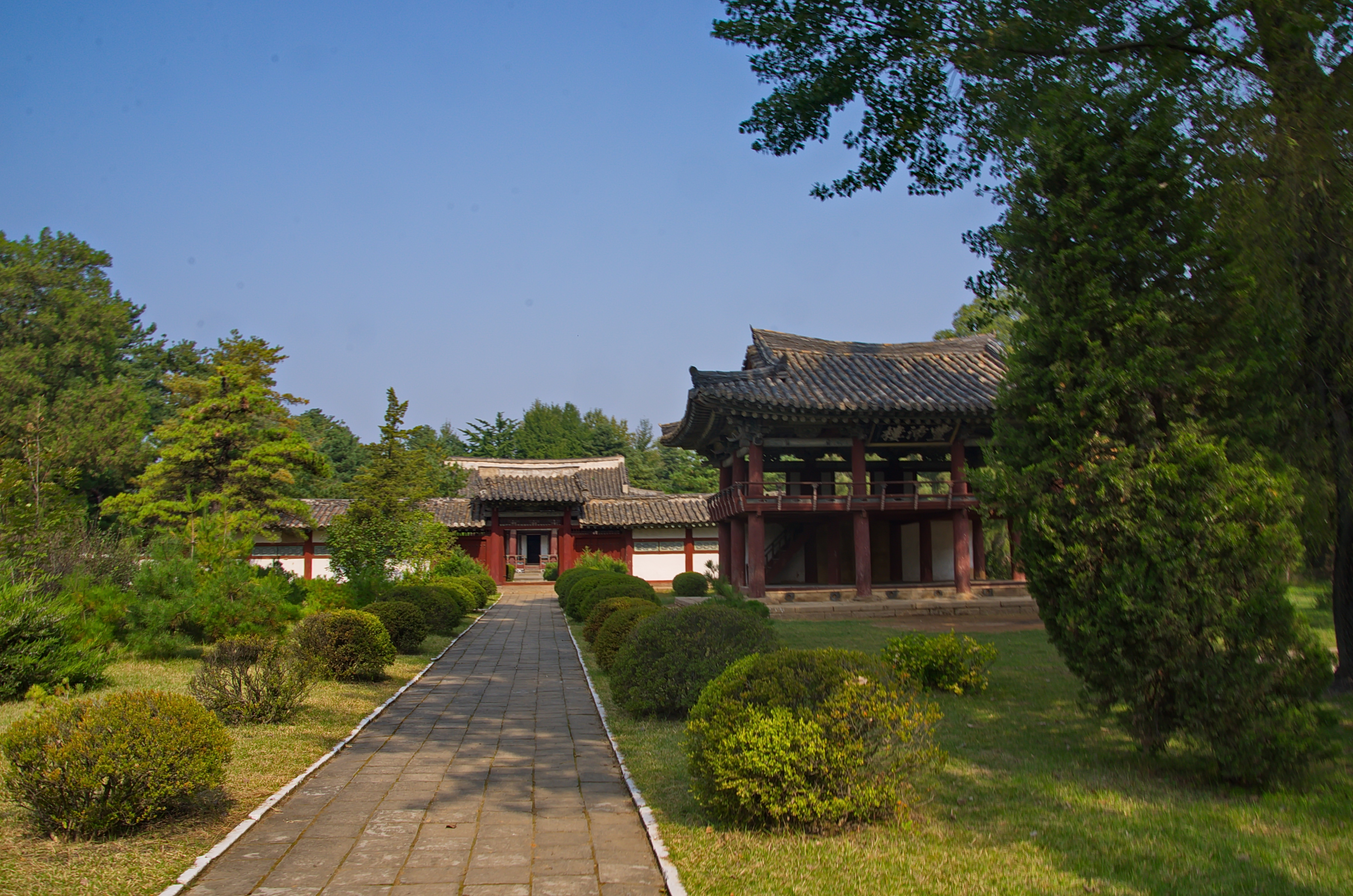
Вид на постройки Хамхун

Королевская вилла Хамхын (кор. 함흥본궁; ханча: 咸興本宮) — старинная вилла дворцового типа в Сонамудоне, близ города Хамхын, Северная Корея. Была местопребыванием правителя и генерала Ли Сонге в период, предшествовавший времени образования им в Корее королевства Чосон. Состоит в списке Национального сокровища КНДР (№ 107).

## Общие сведения
Вилла является местом, где были рождены целый ряд первых правителей Чосона — старших сыновей Тхэджо: его второго сына Ли Банхва (1357—1419, второго вана Чосона) и его пятого сына Ли Банвона (1367—1422, третьего вана Чосона).
Вилла состоит из основного помещения, состоящего из пяти частей, каждая из которых длиной в 15 метров. Находившиеся на вилле исторические ценности переданы в экспозицию Исторического музея Хамхына и представлены посетителям для обозрения.
Королевская вилла, построенная в XIV столетии, после смерти её первого хозяина, Тхэджо, на протяжении жизни 4 поколений чосонских правителей служила священной кумирней этого семейства. Её архитектура и планировка сохранялась на протяжении столетий такой, какая была выбрана её первым владельцем. Однако во время японо-корейской войны 1592—1598 годы в вилле произошёл пожар, уничтоживший старинные постройки. Вилла была восстановлена в XVII веке. Во время Корейской войны в середине XX века часть построек виллы вновь подверглись разрушениям, однако основную часть строений удалось сохранить или восстановить.

## История
На королевской вилле Хамхын длительное время проживал основатель государства Чосон до того, как он перенёс столицу государства из Кэсона, бывшей столицей королевства Когурё, в новое место. Эти события сопровождались кровавыми смутами и мятежами по всей Корее, вызванными притязаниями сыновей правителя на трон. В центре этой борьбы находился пятый сын правителя, целью которого было отстранение от власти своего старшего брата, чего он в конце концов и добился.